# Javesella dubia
Javesella dubia är en insektsart som först beskrevs av Carl Ludwig Kirschbaum 1868.  Javesella dubia ingår i släktet Javesella och familjen sporrstritar. Arten är reproducerande i Sverige. Inga underarter finns listade i Catalogue of Life.